# Ivica Kirin
Ivica Kirin (Virovitica, 14. lipnja 1970.) hrvatski je političar, aktualni gradonačelnik Virovitice, bivši ministar unutarnjih poslova u Vladi Republike Hrvatske.
Diplomirao na Geotehničkom fakultetu u Varaždinu 1994. godine. Članom HDZ-a postao 1997. godine. Bio je predsjednik Mladeži HDZ-a Virovitice. Na mjesto gradonačelnika Virovitice došao je nakon prijevremenih izbora održanih u ožujku 2003. godine, postavši najmlađim gradonačelnikom u Hrvatskoj. Dužnost gradonačelnika Virovitice obavljao je u dva mandata (iako niti jedan nije bio puni četvorogodišnji mandat). Na mjesto ministra unutarnjih poslova došao je 12. srpnja 2005. godine, nakon što je njegov prethodnik - Marjan Mlinarić - zatražio razrješenje zbog zdravstvenih razloga. Tako je postao najmlađi ministar u Vladi premijera Sanadera.    
29. prosinca 2007. godine zbog Afere Vepar podnio je neopozivu ostavku na ministarsko mjesto zbog činjenice da je bio u lovu zajedno s generalom Mladenom Markačem, tada optuženikom za ratne zločine koji se nalazio u kućnom pritvoru, koji je time prekršio pravila Haškog suda o kućnom pritvoru i zabrani udaljavanja iz mjesta prebivališta. 2. siječnja 2008. predsjednik Vlade prihvatio je njegovu ostavku
14. svibnja 2008. ponovno je postao gradonačelnikom Virovitice, a reizabran na izborima 2009. godine.